# The Art of Getting By
The Art of Getting By es una película independiente de 2011 protagonizada por Freddie Highmore, Emma Roberts, Michael Angarano, y Rita Wilson. Es la primera película dirigida por el escritor-director Gavin Wiesen. La película se estrenó bajo el título Homework en el Festival de Cine de Sundance 2011.

## Argumento
George Zinavoy (Freddie Highmore) es un estudiante de preparatoria y talentoso artista algo obsesionado por la idea de que va a morir algún día. George deja de realizar sus deberes, ya que siente que nada tiene sentido. Como resultado, recibe una llamada de atención por parte del director de su instituto, amenazándole con impedir su graduación. Al día siguiente, George sube al techo de la escuela y ve a Sally (Emma Roberts) fumando. Cuando una profesora sube, George rápidamente saca un cigarrillo con el fin de librarla de la culpa. Sally se encuentra con George para darle las gracias al día siguiente, y aunque en un primer momento George se muestra reacio a hablar con ella, de pronto encajan.
En el día de la orientación profesional en el instituto, George conoce a un joven artista llamado Dustin, y se inspira en sus pensamientos sobre la vida. Lleva a Sally con él a visitar a Dustin y se hace evidente que Dustin se siente atraído por Sally, solo que se reprime porque ve que George puede estar enamorado de ella. Sally invita a George a una fiesta de Año Nuevo. En la fiesta, Sally baila con su ex, mientras que George se emborracha, vomitando afuera antes de quedarse dormido en el callejón. Sally le encuentra allí y se disculpa por perderle de vista. A continuación, le lleva de vuelta a su casa y le deja dormir en una cuna bajo su cama. Para el Día de San Valentín, ambos salen a cenar y Sally le insinúa si tendría relaciones sexuales con ella, después de preguntar si él lo había hecho alguna vez. George, claramente sorprendido, no responde. Después de su pausa, Sally dice que no debería ya que es su único amigo de verdad. Él se enfada por el poco tacto de la chica y se va a casa temprano. No contesta las llamadas de Sally en los próximos días y se niega a hablar con ella. Sally pide a Dustin una cita y coquetea con él, con lo cual comienzan a salir juntos.
George no hace su trabajo final de inglés y es llevado al despacho del director de nuevo. El director le da dos opciones: la expulsión o hacer cada tarea perdida por aproximadamente un año. En casa, George se enfrenta a su padrastro por mentir sobre su trabajo, y acaban enzarzados en una pelea. George huye de su casa y va a buscar a Sally. Ella no lo deja pasar a casa, sino que permanece con él en el portal, donde él la besa. Sally le devuelve el beso pero se detiene pronto. Abre la puerta para permitir a George ver que Dustin está en su apartamento. George se enfada y huye, pero Dustin le persigue y acusa a George de no haber actuado a tiempo. Enojado y herido, George se marcha. A la mañana siguiente, George encuentra a su madre en el parque. Ella explica que su padrastro le mintió acerca del trabajo y que se están divorciando. George la consuela y comienza a replantearse su situación con Sally. En la escuela, se pone a realizar cada una de las tareas que faltan por completar. Su único proyecto de arte es hacer una pintura en la cual exprese honestamente sus sentimientos. George completa las tareas y hace los exámenes finales, mientras que Sally sigue saliendo con Dustin.
Sally envía un SMS a George diciendo que necesita verle. Sally y George se reúnen en un bar, donde ella revela que se va de mochileros por Europa con Dustin, y no acudirá a la ceremonia de graduación de la preparatoria. Sally le dice que aún le necesita como amigo, mientras que George le dice que está enamorado de ella y que fue injusto no decirlo antes. Ella toma su mano, van a su apartamento y se besan. Sally dice que aún se irá de viaje, pero promete que estarán juntos algún día, tras admitir que ella lo ama también. George entrega triunfalmente todas sus tareas y su profesor de arte le aplaude por su proyecto. En la ceremonia, el director llama a George para entregarle el diploma y su madre se muestra orgullosa de él. George vuelve a la sala de clases de arte y contempla su proyecto: la cara sonriente de Sally. Sally, tras optar por no ir a Europa con Dustin, entra en la habitación y se coloca al lado de George, de la mano. Él le pregunta qué va a hacer ahora y si se quedará. Ella aprieta su mano y responde que no lo sabe. Posteriormente se miran el uno al otro.

## Reparto
- Freddie Highmore como George Zinavoy.
- Emma Roberts como Sally.
- Michael Angarano como Dustin.
- Rita Wilson como Vivian Sargent, la madre de George.
- Alicia Silverstone como Ms. Herman.
- Blair Underwood como Principal Bill Martinson.
- Elizabeth Reaser como Charlotte Howe.
- Sam Robards como Jack Sargent, el padrastro de George.

## Estreno
La película se estrenó mundialmente el 23 de enero de 2011 en el Festival de Cine de Sundance.

## Filmación
La película se filmó en Nueva York, comenzando el 23 de abril de 2010.